# Felonion

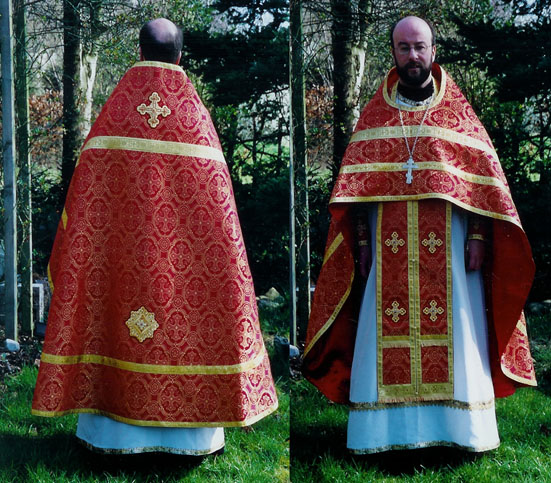
Prezbiter w felonionie (krój moskiewski)

Felonion, Fiełoń, Ryza (gr. φαιλόνιον) – szata liturgiczna w obrządku bizantyjskim, oraz wielu innych obrządkach wschodnich, odpowiednik rzymskiego ornatu, używana do sprawowania liturgii przez prezbiterów. 
Wierzchnia szata, pozbawiona rękawów, nakładana na sticharion i epitrachelion. Symbolizuje szkarłatny płaszcz, w który ubrano Chrystusa na dworze Piłata, przed ukrzyżowaniem.
Szata istnieje od początku chrześcijaństwa, nosili już ją apostołowie.
Podczas nakładania Felonionu kapłan odmawia modlitwę:
Kapłani Twoi, Boże, obloką się w prawdę, a Świątobliwi Twoi radością rozweselą się, teraz i zawsze, i na wieki wieków. Amen.